# Fenyérgamandor
A fenyérgamandor (Teucrium scorodonia) az ajakosvirágúak (Lamiales) rendjébe, ezen belül az árvacsalánfélék (Lamiaceae) családjába tartozó faj.

## Előfordulása
A fenyérgamandor Közép- és Délkelet-Európában fordul elő. Nyugat-Európa egyes részein és a Brit-szigeteken meghonosodott. Magyarországon csak a Dunántúl nyugati részén, a Vendvidéken található meg. Afrika északi részén, Tunéziában is vannak állományai.

## Alfajai

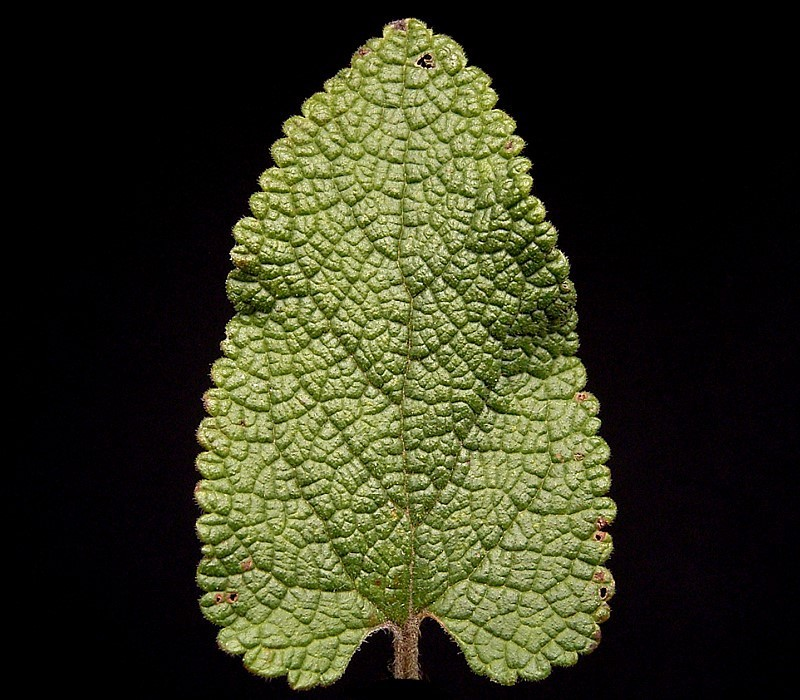
Levelei a zsálya (Salvia) fajokéra emlékeztetnek.

- Teucrium scorodonia subsp. baeticum (Boiss. & Reut.) Tutin (1972)
- Teucrium scorodonia subsp. euganeum (Vis.) Arcang

## Megjelenése
A fenyérgamandor kúszó gyöktörzsű, 30-60 centiméter magas, elágazó szárú, kellemetlen szagú, évelő növény. A zsályához hasonló 3-7 centiméter hosszú, levelei nyelesek, szíves vállból tojás alakúak, hálózatosan ráncosak, csipkés szélűek. Szőrük rövid, molyhos. Az 1-1.5 centiméter hosszú virágok egyesével-kettesével helyezkednek el a levélhónaljakban, és megnyúlt, egyoldalra néző álfüzéreket alkotnak. A párta halvány zöldessárga; a csésze sisak alakú, kétajkú, a felső ajak szélesebb, kerekded, egyetlen nagyobb foggal, az alsó ajaknak 4 rövid foga van.

## Életmódja
A fenyérgamandor napfényes erdők (tölgyesek, erdeifenyvesek), erdőszélek, fenyérek lakója. Mészkerülő, ezért kizárólag savanyú talajokon fordul elő.
A virágzási ideje július–szeptember között van.
A fenyérgamandort erdei gamandornak is nevezik, néha gyógynövényként használják.

## A faj védelme és fenntartása
A  fenyérgamandor (Teucrium scorodonia L.) egyetlen hazai élőhelyén, felsőszölnöki határsávban, az Őrségi Nemzeti Park Igazgatóság munkatársai önkéntesek bevonásával végeztek élőhely-kezelési munkákat.  A vasfüggöny lebontása óta egyre ritkábban tisztított területen az állandó szervesanyag felhalmozódás miatt a terület kezd becserjésedni; legfőképpen a folyamatos avar-felhalmozódás  és  az ebből adódó szederesedés, cserjésedés jelent gondot. 
A gamandor-állomány stabilitásának érdekében eltávolították a megjelenő fásszárú csemetéket (tölgy, bükk, gyertyán, erdeifenyő, nyír), valamint a saspáfrányt  (Pteridium aquilinum L.) és a szedret (Rubus spp.) is lesarlózták. A fenyérgamandor állományai környékén az avart összegereblyézték, ásványi talajfelszínt biztosítva  ezzel a növény további terjedéséhez.

## Képek

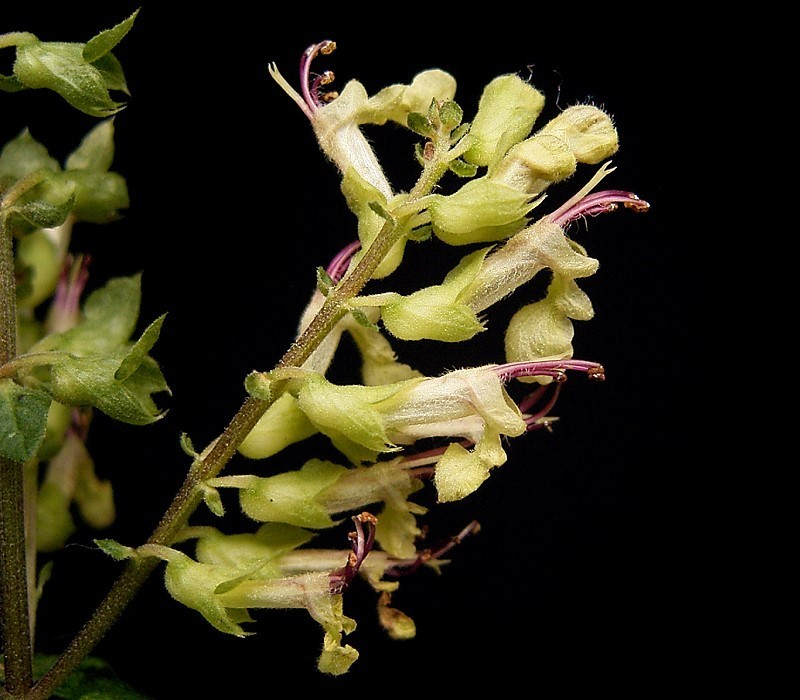
virágai
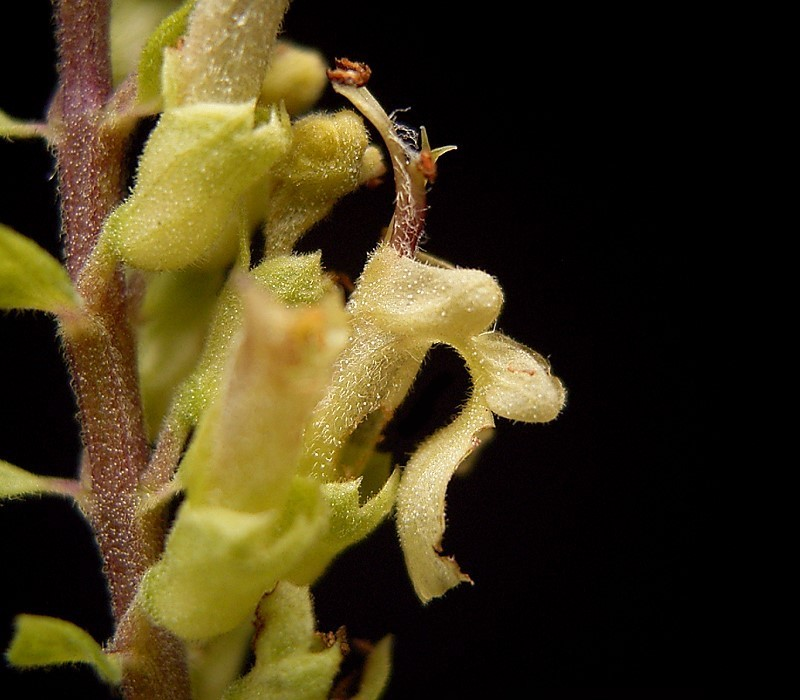
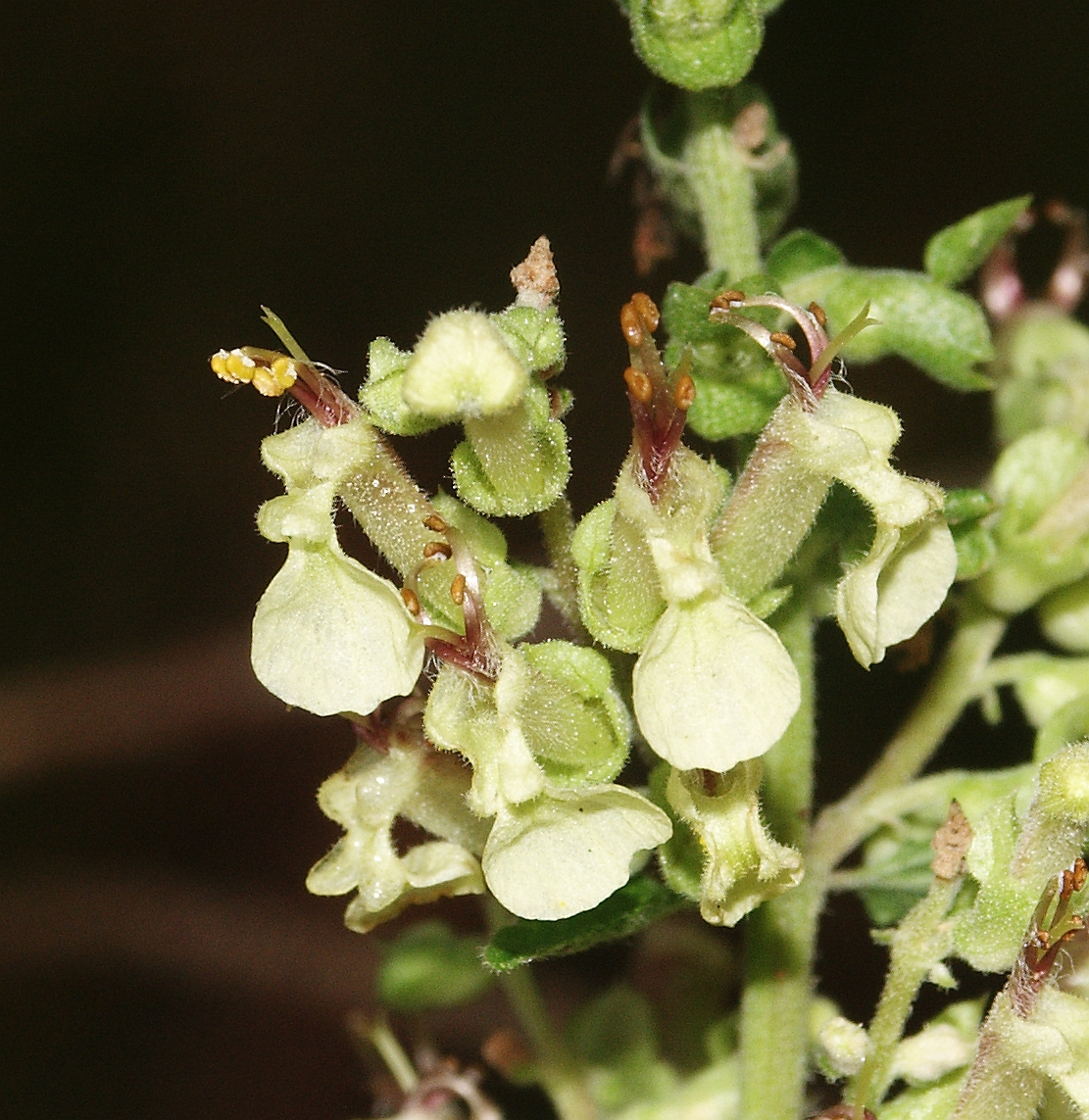
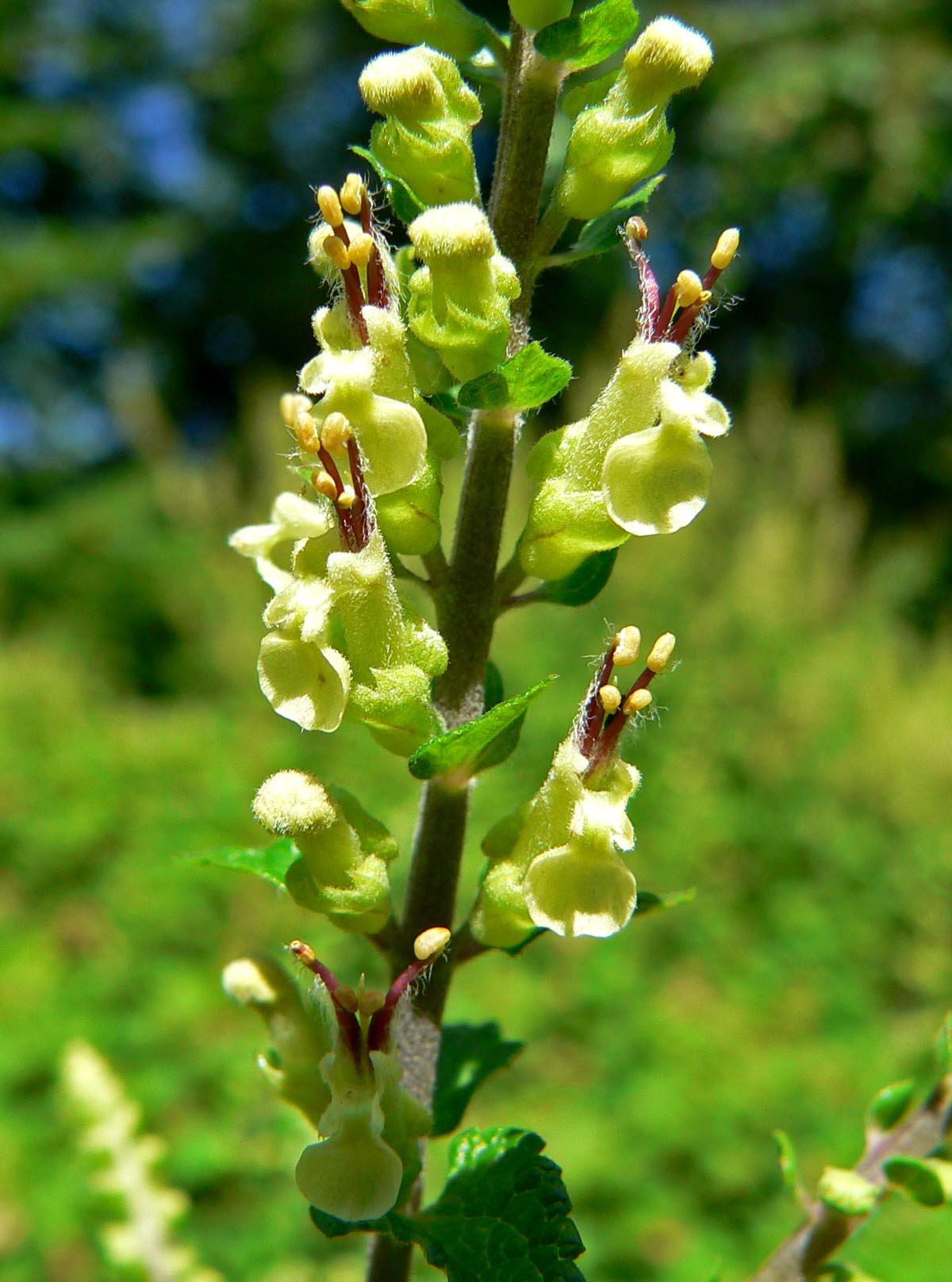
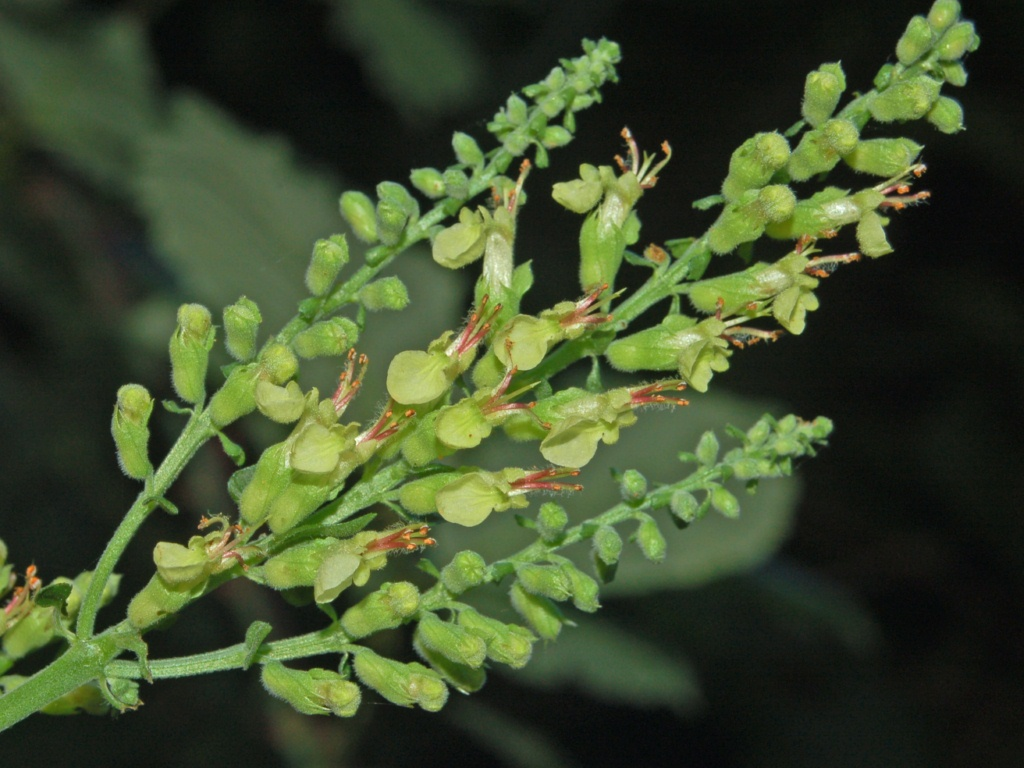
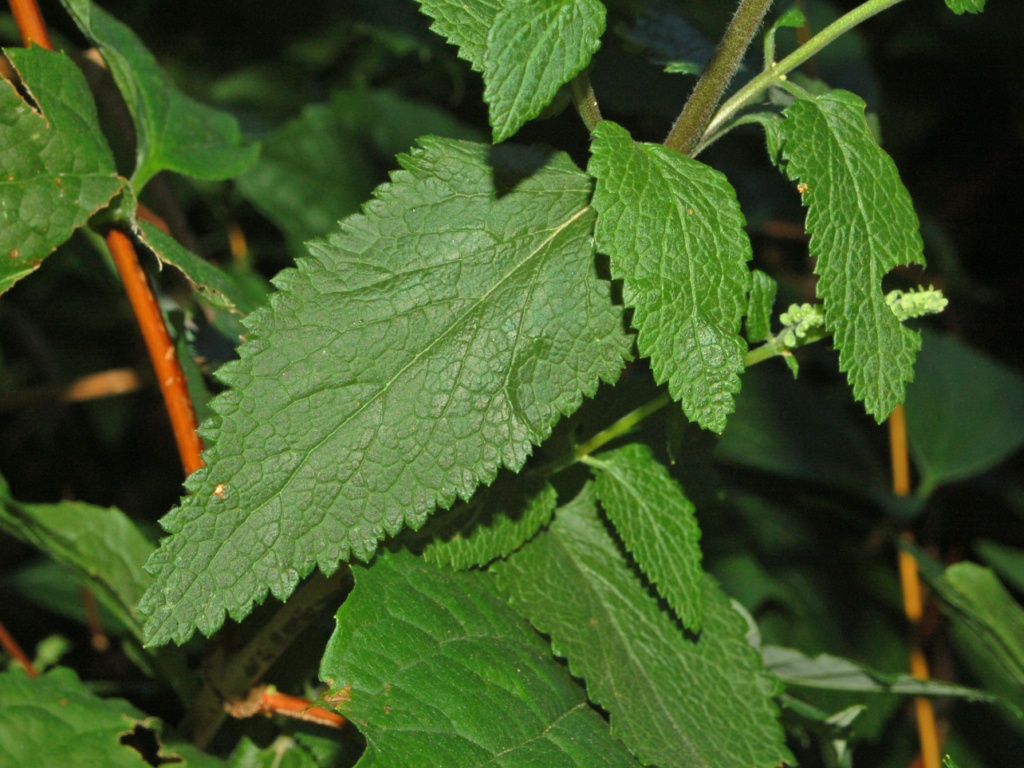
levelei
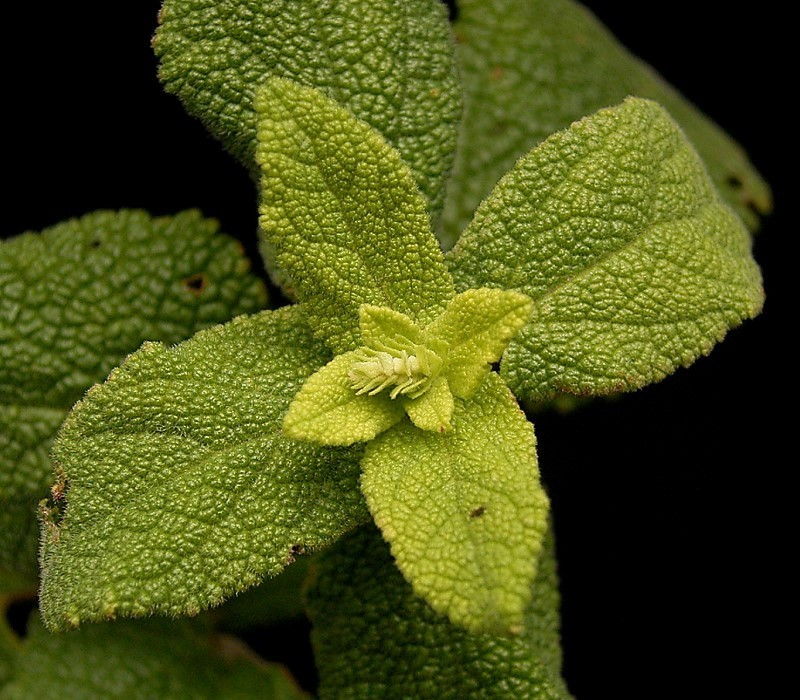
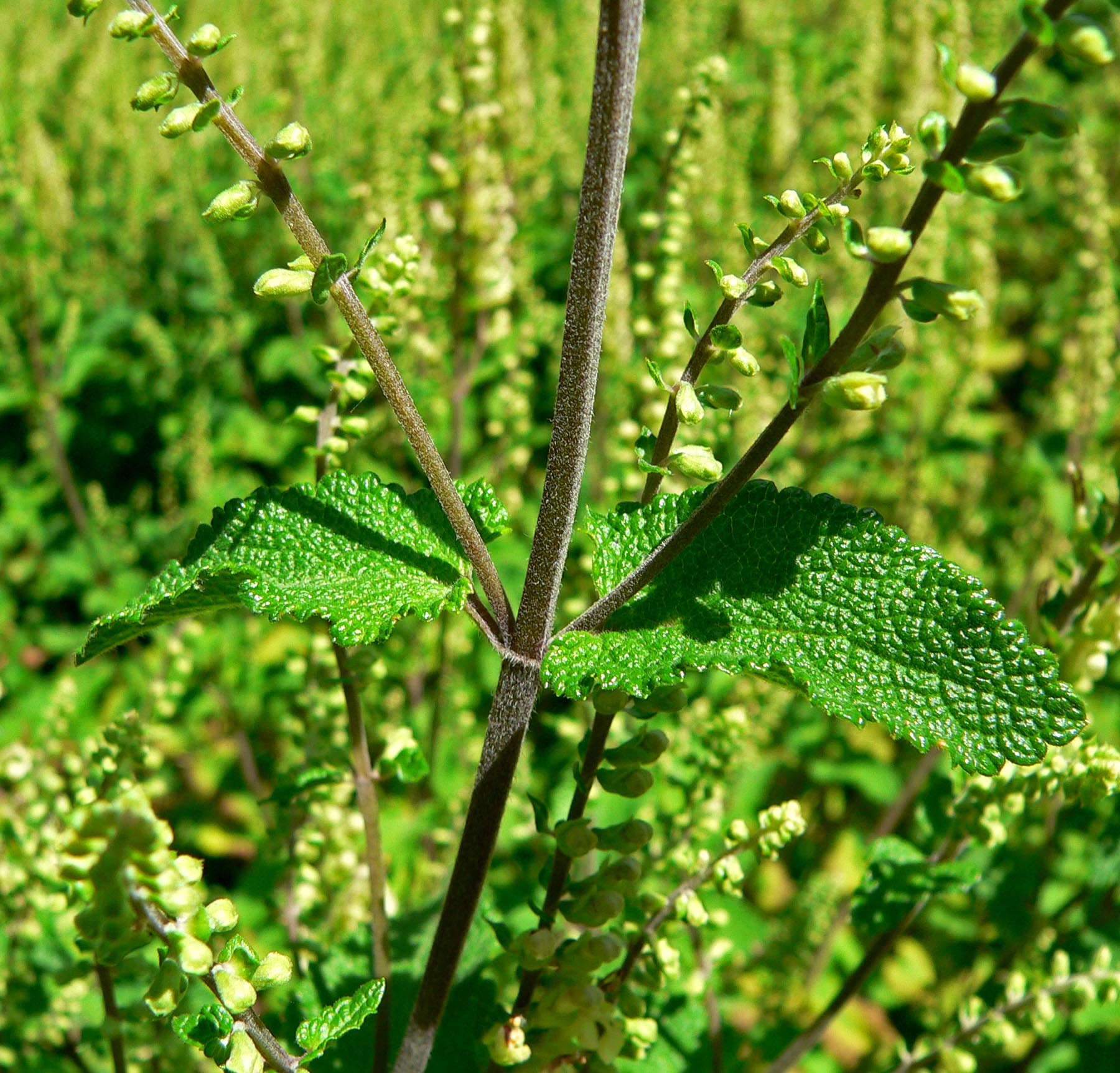
szára
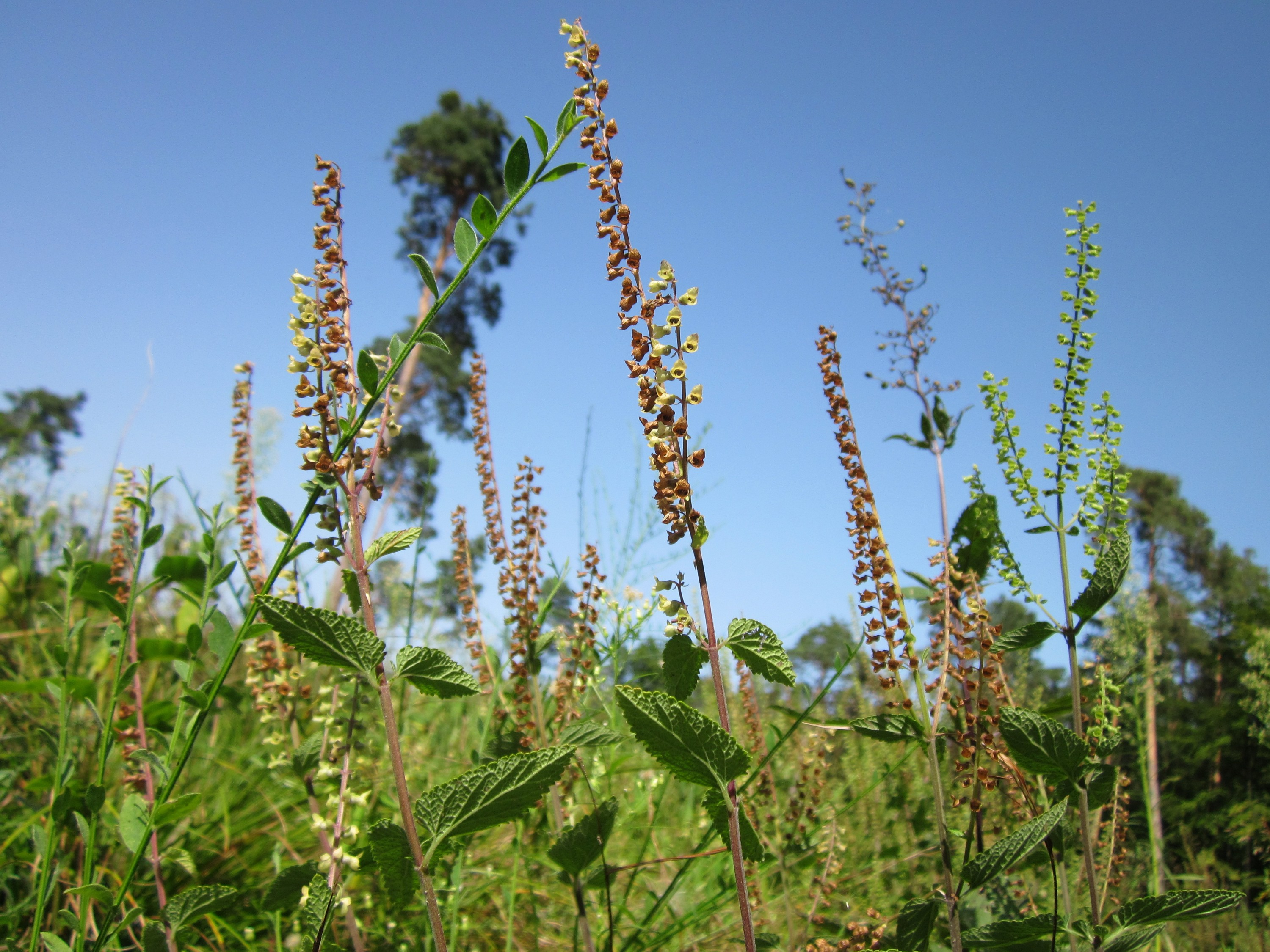
természetes élőhelyein
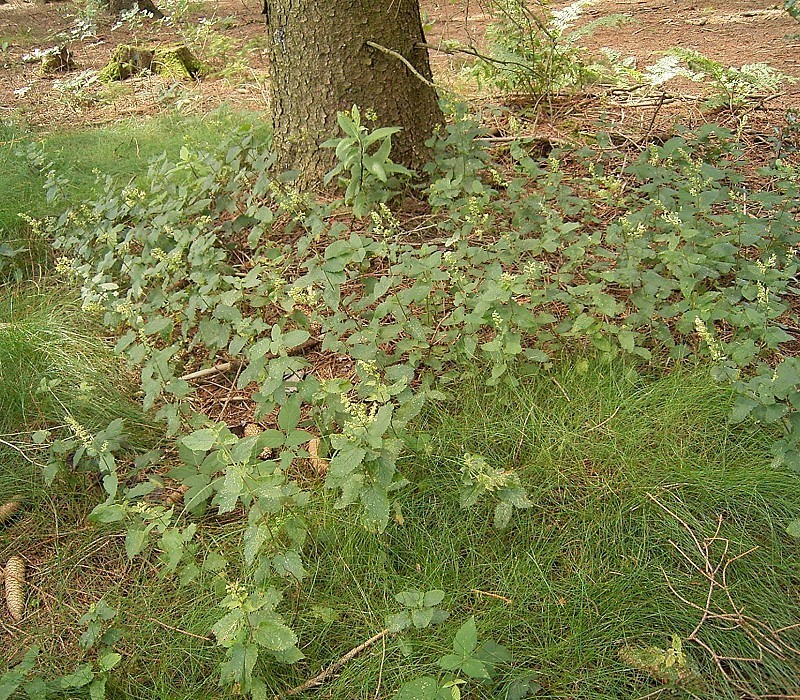
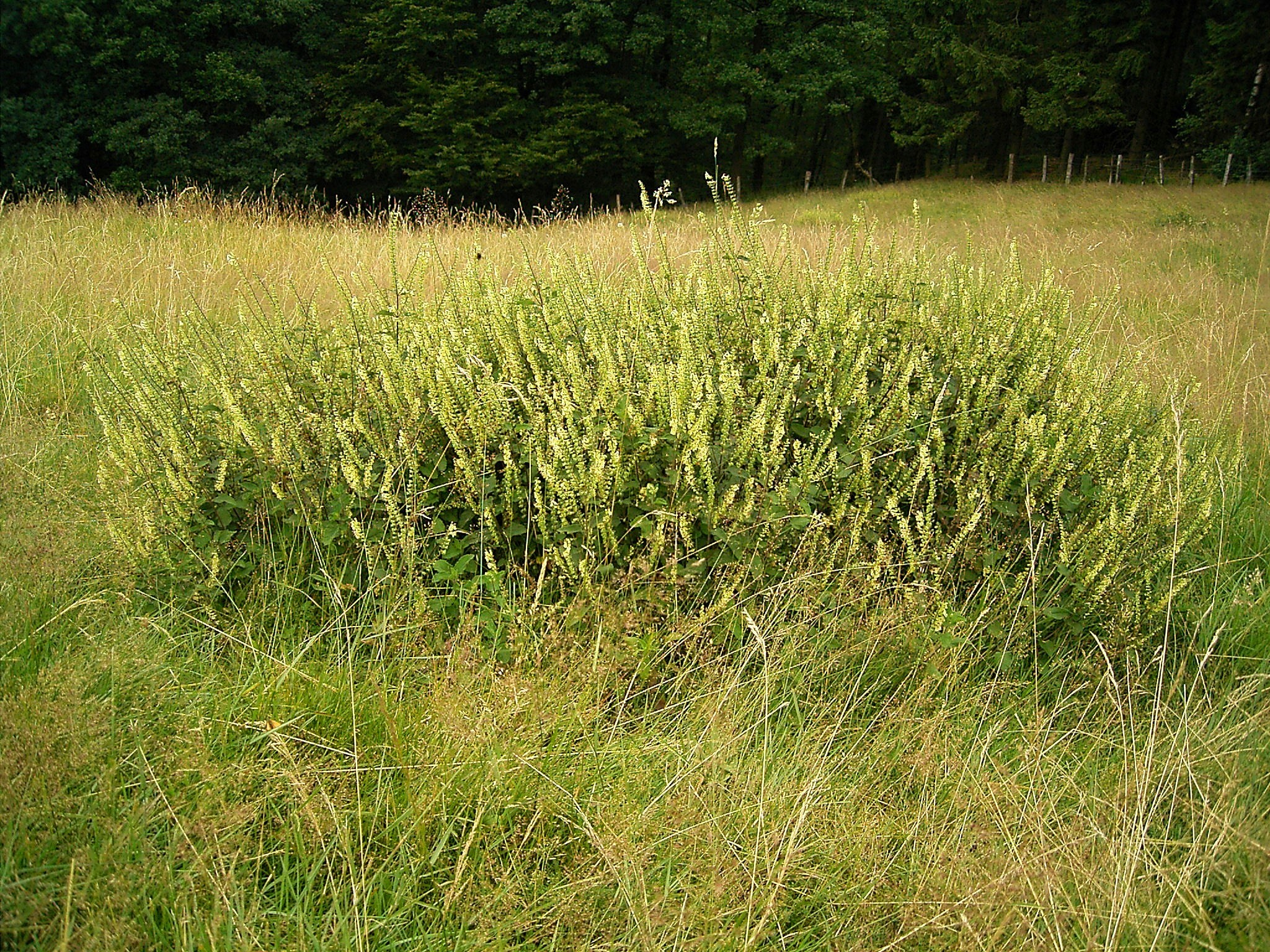
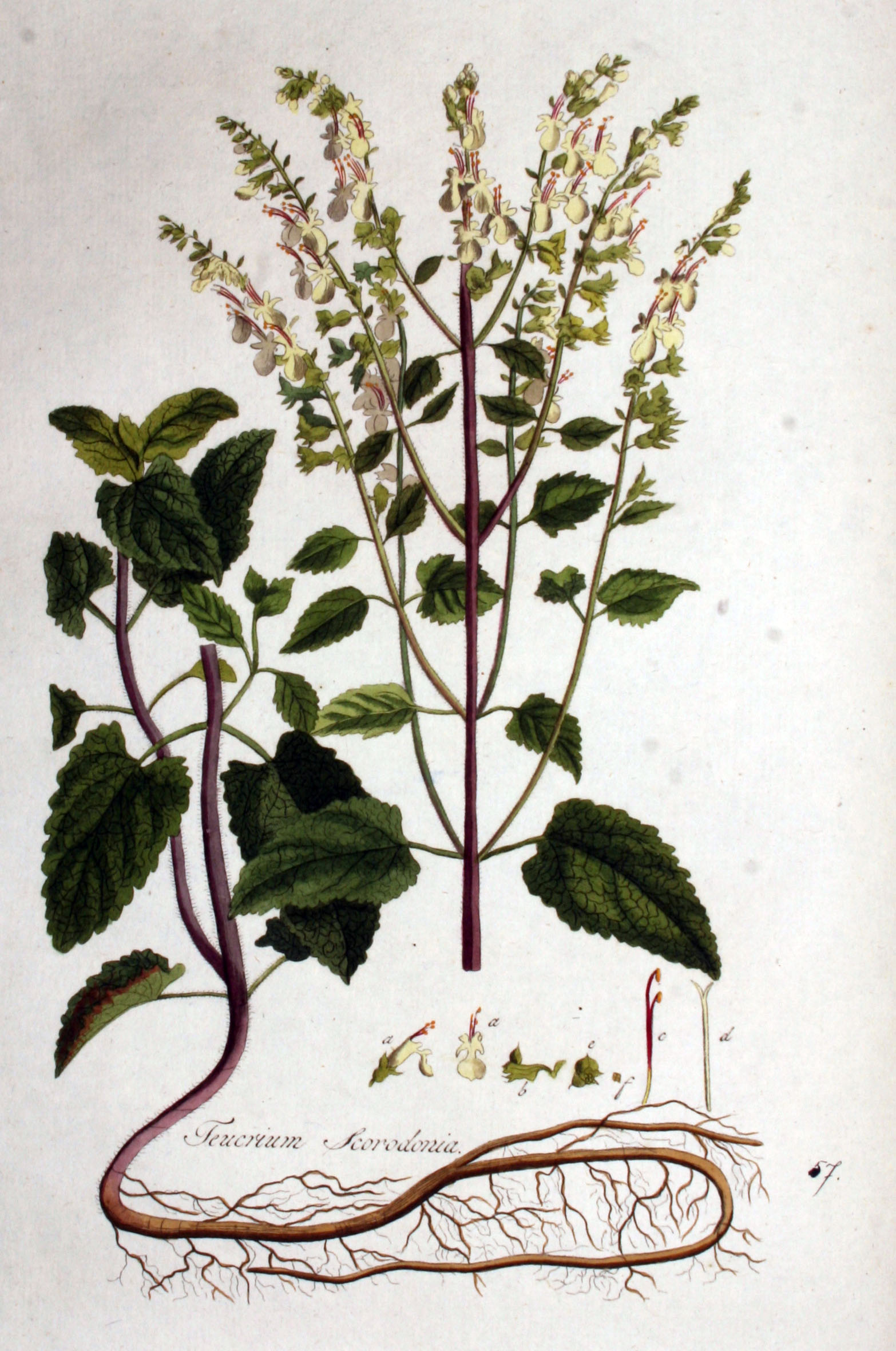
raj a növényről